# شیخ سفید
شیخ سفید (ایتالیایی: Lo sceicco bianco) فیلمی درام و کمدی به کارگردانی فدریکو فلینی است که در سال ۱۹۵۲ منتشر شد.

## بازیگران
- آلبرتو سوردی
- لئوپولدو تریئسته
- جولیتا ماسینا
- لیلیا لاندی
- فانی مارکیو
- ارنستو آلمیرانته
- آنتونیو آکوآ
- جینا ماشتی